# Otto Koslowski
Otto Koslowski (17. dubna 1900 Riesenburg (okres Rosenberg ve Východním Prusku), dnes Prabuty (Polsko) – 3. května 1947 Brno) byl kriminální rada Gestapa hodnosti SS-Hauptsturmführer s působením v Brně v letech 1939–1945.

## Mládí
Narodil se jako páté z šesti dětí rolníka Hermanna Koslowského a jeho ženy Marie, rozené Dahnové. O pět let později se rodina Koslowských přestěhovala do Elberfeldu (od roku 1930 Wuppertal) v Porýní a ještě ve stejném roce otec Hermann zemřel v důsledku pracovní nehody. V roce 1906 Otto nastoupil do obecné školy a pokračoval dalšími třemi roky studia na obchodním učilišti, které ukončil v dubnu 1917. Během první světové války padli v boji jeho dva starší bratři, což mu pravděpodobně zachránilo život, jelikož nemusel narukovat do armády i přes to, že byl při odvodu uznán schopným aktivní služby. Mezi léty 1918 a 1926 pracoval jako zaměstnanec drážního ředitelství a u pobočky Deutsche Bank.

## Začátky u policie
V červnu 1926 nastoupil na pozici čekatele u kriminální policie a po roce složil zkoušky na asistenta. Policejní praxi začal na odděleních pro vloupání, podvody, vraždy a žhářství. V prosinci 1929 se oženil a o rok později se mu narodil jeho jediný syn. K 1. květnu 1933 vstoupil do NSDAP, což mu v kombinaci s dosavadními dobrými pracovními výsledky pomohlo při žádosti o zahájení kariéry kriminálního komisaře. Po dokončení kurzů působil od ledna 1936 jako kriminální komisař-čekatel, ale již po měsíci přešel k tajné policii v Düsseldorfu. Po úspěšném absolvování zkušební doby byl Koslowski na vlastní žádost přeložen ke služebně Gestapa v Kasselu. Gestapo mělo již v té době dobré informace o komunistickém odboji a díky tomu se značnou část podařilo eliminovat, což Koslowskému dopomáhalo k profesnímu růstu. V roce 1938 vystoupil z evangelické církve na doporučení Sicherheitsdienstu, avšak nikdy nevstoupil do SS.

## Působení v Brně
V červnu 1939 byl Koslowski přeložen z Kasselu do Brna, kde převzal místo vedoucího referátu II A (komunismus, marxismus, levicový odboj), II G/C (zbraně, třaskaviny, přečiny proti zákonu, poslech zakázaných radiových stanic), II S (mravnostní delikty) a II H (porušení zákona Němci) s celkem 26 podřízenými. Jeho prvním rozkazem bylo vedení a doplnění kartotéky A, jelikož se již dříve podařilo zajistit brněnskou policejní kartotéku a seznamy funkcionářů Svazu přátel SSSR, komunistů, sociálních demokratů a rakouských i německých uprchlíků. V srpnu 1939 byl zatčen vedoucí ilegální KSČ v brněnské části Žabovřesky Koutný, který při zostřeném výslechu prozradil jméno svého nadřízeného Stanislava Živného. Zostřený výslech byl použit i na Živného, při kterém vyzradil personální obsazení celé brněnské organizace a vyjmenoval i členy vedení v Boskovicích, Vyškově, Velkém Meziříčí, Blansku a Slavkově. Zatýkání prováděl Otto Koslowski osobně za asistence brněnského gestapa. Jen v Brně bylo zajištěno na 300 osob.
Koncem října zajistili příslušníci referátu II A osmnáctiletou Annu Žáčkovou, která při výslechu označila jako tvůrce komunistických letáků Františka Šmída. Jeho zatčení vedl sám Koslowski, ovšem než došlo k jeho zajištění, stihl Šmíd spálit veškeré důkazy. Jelikož výslechy nevedly k doznání, rozhodl se Koslowski opět pro zostřený výslech. Šmíd se přiznal nejen k vlastním přečinům, ale vyzradil vše, co věděl o činnosti KSČ i Obrany národa. Zatčením tohoto jediného člověka získala tajná policie informace o existenci a struktuře Zemského národního výboru v Brně, ilegálního odbojového ústředí, které koordinovalo činnost Obrany národa a KSČ. Šmíd kromě vyzrazení informací nabídl Gestapu i své vlastní služby, čímž se zrodil jeden z nejnebezpečnějších konfidentů, kterými nacistický bezpečnostní aparát na území Protektorátu disponoval. Celkem bylo od prosince 1939 do června 1940 pod vedením Otty Koslowského zatčeno 1310 osob.
V říjnu 1940 byl Koslowski povýšen na kriminálního radu a po roce převzal vedení celého oddělení II. Vyhlášení stanného práva znamenalo i zřízení stanného soudu, jehož předsedajícím se později stal i Otto Koslowski. Odsouzení byli popravováni v Kounicových kolejích. Spolu s kriminálním radou Römerem do konce roku 1944 vedl brněnské Gestapo. Na jaře 1945 měl na starost evakuaci vězňů z Kounicových kolejí do koncentračních táborů Flossenbürg a Mauthausen.
14.4.1945 osobně na dvoře Kounicových kolejí ranou do týla zastřelil členy odbojové organizace Předvoj Vladimíra Blažku a Aloise Bauera za provedení atentátu na Augusta Gölzera.
Koslowski i s rodinou odjíždí 6. května v uprchlickém transportu do Bavorska.

## Zatčení a smrt
Na základě průkazů pro uprchlíky dostal byt v Gladenbachu, kde se zapsal na úřadu práce. Dostává místo v dřevařském obchodu, ale jelikož vystupoval pod svým pravým jménem byl v září 1946 zatčen příslušníky americké okupační správy. Z věznice v Marburgu byl převezen přes internační tábor v Dachau do Plzně, kde se 20. ledna 1947 pokusil o sebevraždu. Díky rychlému zásahu lékařů byl již za dva dny schopen převozu do Brna. Během výslechu 3. dubna se Koslowski pokusil o sebevraždu podruhé, když se dvakrát střelil do prsou pistolí, kterou vyšetřující zapomněl v aktovce pod stolem. Zranění nebylo smrtelné a tak byl Koslowski 3. května mimořádným lidovým soudem odsouzen k trestu smrti.
Popravu vykonal ještě téhož dne kat Rudolf Pleskač na nádvoří věznice Krajského soudu v Brně na Cejlu.